# Subalpina
Die Martelleria Subalpina di G. Marino & C. (kurz: Subalpina) war ein kleiner italienischer Hersteller von Automobilkarosserien, der in den 1950er- und 1960er-Jahren vor allem als Subunternehmer für größere Werke tätig war. Kurzzeitig bestand auch eine Verbindung zum Sportwagenhersteller Bizzarrini.

## Unternehmensgeschichte
Die Martelleria Subalpina wurde in den 1950er-Jahren von Giuseppe Marino gegründet. Das Unternehmen hatte die Rechtsform einer Società in accomandita semplice (Kommanditgesellschaft) und war in der Gemeinde Murello in der nordwestitalienischen Region Piemont ansässig. Einer Quelle zufolge stellte Subalpina 1965 den Karosseriebau ein. Danach war der Unternehmensgründer mit Karosseriereparaturen beschäftigt.

## Produkte
Subalpina war in erster Linie Subunternehmer für große italienische Karosseriehersteller, für die es Bleche presste und Ausstattungsteile fertigte. Eine enge Beziehung bestand insbesondere zum Turiner Designstudio und Karosseriewerk Bertone.

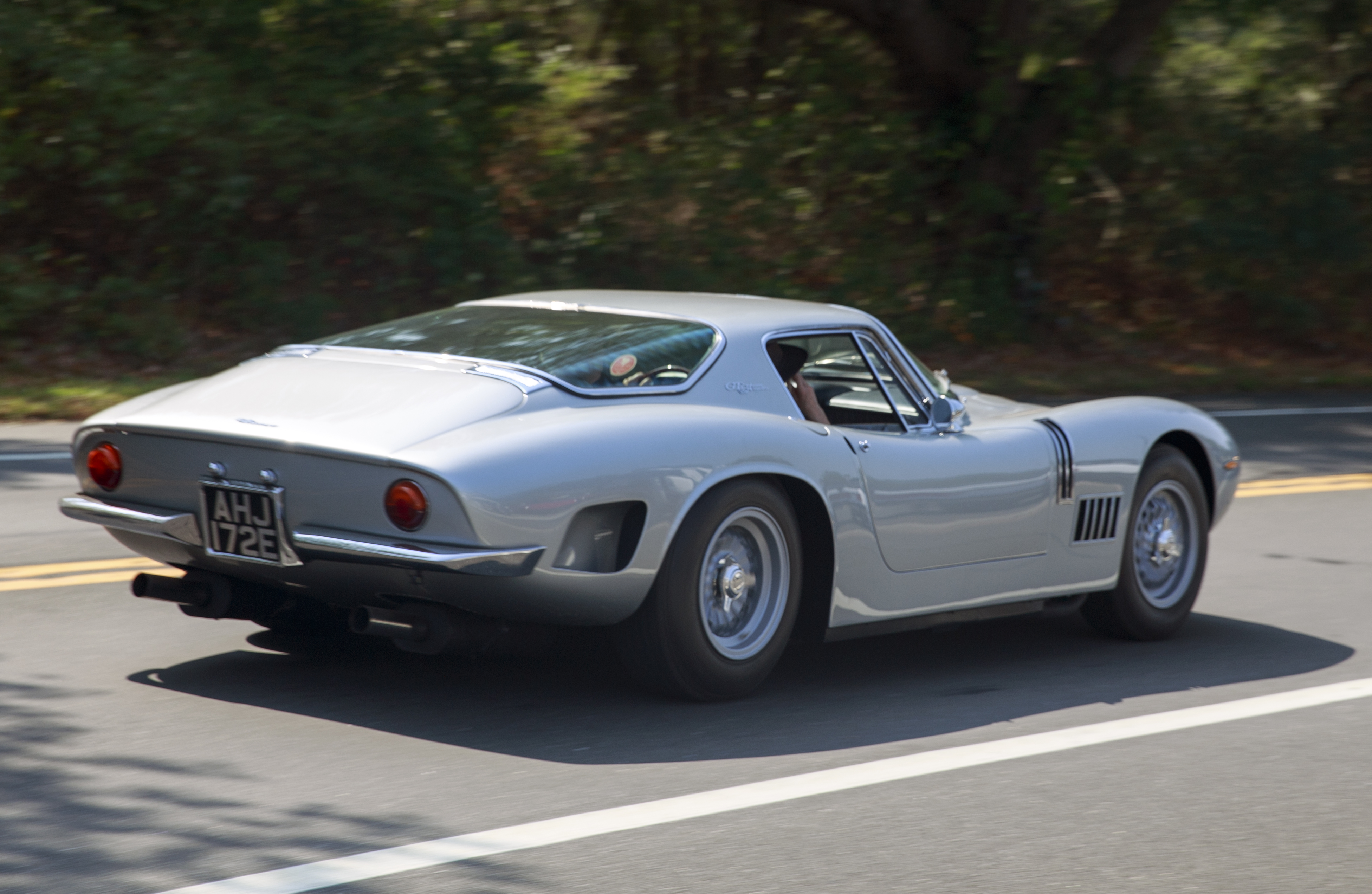
Bizzarrini GT 5300

Subalpina war außerdem am Bau einiger Bizzarrini GT 5300 beteiligt. Die Verbindungen werden in den verfügbaren Quellen sehr unterschiedlich dargestellt. Einer Dokumentation zufolge verhandelte Subalpina 1965 mit Giotto Bizzarrini über den Bau von Karosserien für diesen Sportwagen, der aus dem Iso Grifo A3/C hervorgegangen war und den Bizzarrini nach der Trennung von Iso Rivolta künftig unter eigenem Namen produzieren wollte. Danach lieferte Subalpina 1965 einzelne Karosserien an Bizzarrini; seine Aufträge lasteten das Werk aber nicht aus, sodass Subalpina, weil andere Aufträge ausblieben, letztlich noch vor Ablauf des Jahres 1965 den Betrieb einstellte. Dem steht die Darstellung Salvatore Diomantes entgegen, der Werksleiter von Automobili Bizzarrini gewesen war und später den Restaurationsbetrieb Autocostruzioni S.D. führte. Diomante zufolge kam Subalpina erst Ende 1967 in Kontakt zu Bizzarrini, nachdem dessen bisheriger Karosserielieferant Grosso e Vece zahlungsunfähig geworden war. Danach baute Subalpina nicht die ersten, sondern die letzten Exemplare des Bizzarrini GT 5300.